# Prototaxites
O gênero Prototaxites descreve organismos terrestres conhecidos apenas a partir de fósseis datados do Silúrico e Devónico, há aproximadamente 420 a 370 milhões de anos. Prototaxites formavam grandes estruturas semelhantes a troncos com largura de até 1 metro e com altura de até 8 metros, constituídas por tubos entrelaçados com apenas 50 μm de diâmetro. Apesar da grande dificuldade em classificar este gênero num grupo de organismos já existente, as opiniões atuais convergem no sentido deste gênero ser classificado no reino Fungi. Há também a hipótese de Prototaxites serem classificados como uma alga simbionte, o que os tornaria um gênero de líquen, e não de fungo no sentido estrito.[carece de fontes?]
Apesar da aparência que remete a troncos, estudos recentes concluem que os restos de Prototaxites não realizavam fotossíntese, devido as assinaturas de carbono, que em organismos fotossintetizantes equilibram os isótopos 12 e 13, mas que nos Prototaxites não apresentavam a mesma proporção, algo presente nos seres dependentes de carbono retirado pela alimentação. Contavam também com uma estrutura que consistia de tapetes de hepáticas associadas a cianobactérias e elementos fúngicos tubulares.

## Morfologia
Com diâmetro de até 1 metro e podendo chegar aos 8 metros de altura, os fósseis de Prototaxites foram provavelmente os maiores organismos conhecidos em seu período de existência. Vistos de longe, os fósseis assumem a forma de troncos de árvore, ligeiramente mais largos próximo da sua base, o que sugere uma ligação a estruturas não preservadas semelhantes a raízes. Moldes preenchidos que podem ser de "raízes" de Prototaxites são comuns em estratos do Devónico Inicial.  Anéis de crescimento concêntricos, por vezes contendo material vegetal incluído, sugerem que o organismo crescia esporadicamente por adição de camadas externas. É provável que os "troncos" preservados representem o corpo frutífero, ou "esporóforo", de um fungo, o qual seria alimentado por uma rede ("micélio") de filamentos dispersos ("hifas"). À escala microscópica, os fósseis consistem de estruturas tubulares estreitas, entrelaçadas umas nas outras. Estas estruturas são de dois tipos: "tubos" esqueléticos, com 20–50 μm de diâmetro, têm paredes espessas (2–6 μm) e são indivisos na totalidade da sua extensão, e "filamentos" generativos, mais delgados (5–10 μm de diâmetro) e ramificados; estes formam uma malha formando a matriz do organismo. Estes filamentos mais delgados são septados – ou seja, possuem paredes internas. Estes septos são perfurados – i.e. contêm um poro, um traço atualmente existente apenas em algas vermelhas e fungos.

## História das pesquisas

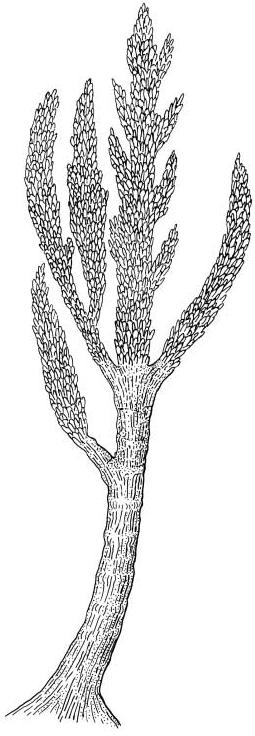
Reconstrução de Dawson (1888) de Prototaxites similar a uma conífera.

Encontrado pela primeira vez em meados de 1843 por paleontologistas, foi estudado apenas catorze anos mais tarde por John William Dawson, um cientista canadense, que descreveu os fósseis de Prototaxites como coníferas parcialmente decompostas, contendo os restos dos fungos que as haviam decomposto. Esta ideia não foi contestada até 1872, quando um cientista rival chamado Carruthers a ridicularizou. Tal era o seu fervor que rejeitava a designação Prototaxites (cujo significado é aproximadamente "primeiro teixo ") e insistiu na adopção da designação Nematophycus, uma alteração fortemente contra a convenção científica. Dawson lutou de modo resoluto para defender a sua interpretação original até que estudos da microestrutura tornaram claro que a sua posição era insustentável, altura em que ele próprio prontamente tentou renomear o gênero (para Nematophyton), negando com grande influência que alguma vez tivesse considerado tratar-se de uma árvore. Apesar destas tentativas políticas de renomear o gênero, as regras da nomenclatura botânica levaram a que o nome "Prototaxites", ainda que com significado desapropriado, permaneça em uso até hoje.
Apesar das evidências esmagadoras de que o organismo era terrestre, a interpretação de Carruthers de que se tratava de uma alga marinha gigante foi disputada apenas uma vez, quando Church sugeriu que Carruthers tinha excluído precipitadamente a possibilidade de que se tratara de um fungo. A inexistência de caracteres de diagnóstico de qualquer grupo existente tornaram difícil a apresentação de uma hipótese sólida e assim o fóssil permaneceu um enigma misterioso e alvo de debate. Apenas em 2001, e após 20 anos de pesquisas, Francis Hueber, do Museu de História Natural de Washington, publicou um estudo há muito aguardado que tentava colocar Prototaxites no seu lugar. Este estudo deduziu, com base na sua morfologia, que Prototaxites era um fungo.
Esta ideia foi recebida com descrença, negação e forte ceticismo, mas estão a surgir novas evidências que a apoiam. Em 2007, análises isotópicas efetuadas por uma equipa incluindo Hueber e Kevin Boyce da Universidade de Chicago levaram à conclusão de que Prototaxites era um fungo gigante. Foram detectados valores muito variáveis de proporções de isótopos de carbono num conjunto de espécimes de Prototaxites; seres autotróficos (como plantas e algas, que usam fotossíntese) contemporâneos usam a mesma fonte (atmosférica) de carbono; como organismos do mesmo tipo partilham a mesma ‘’maquinaria’’ química, eles refletem esta composição atmosférica com uma proporção constante de isótopos de carbono. A proporção variável observada em Prototaxites parece indicar que o organismo não sobrevivia por meio de fotossíntese, e a equipa de Boyce deduziu que o organismo se alimentava de uma variedade de substratos, tais como restos de quaisquer outros organismos que estivessem próximos.

## Contexto ecológico
Este organismo seria de longe o mais alto ser vivo do seu tempo; a planta Cooksonia atingia apenas 1 metro; os invertebrados eram a outra única forma de vida terrestre. Prototaxites extinguiram-se possivelmente devido a competição à medida que arbustos e árvores vasculares se tornaram mais proeminentes.  O organismo poderia ter usado a sua plataforma elevada para a dispersão de esporos, ou, se Prototaxites tinha realmente folhas, para competir pela luz. A equipa de pesquisa da Universidade de Chicago reconstruí-o como uma estrutura colunar, sem ramos. A presença de biomoléculas frequentemente associadas a algas, podem sugerir que o organismo era coberto por algas simbióticas (ou parasíticas), ou até mesmo que se tratava de uma alga.
“Micélios” de Prototaxites foram fossilizados invadindo o tecido de plantas vasculares; por outro lado, existem evidências de animais que habitavam Prototaxites: foram encontrados labirintos de tubos em alguns espécimes, com o fungo a crescer nesses espaços vazios, levando à especulação de que a sua extinção possa ter sido causada por tal atividade; porém, evidências de perfurações por artrópodes em Prototaxites foram encontradas desde o início até ao final do Devónico, sugerindo que o organismo sobreviveu a esta situação durante muitos milhões de anos.  É intrigante que Prototaxites fosse perfurado muito antes de as plantas terem desenvolvido um caule lenhoso estruturalmente equivalente, e é possível que os perfuradores se tenham transferido para as plantas quando estas evoluíram.

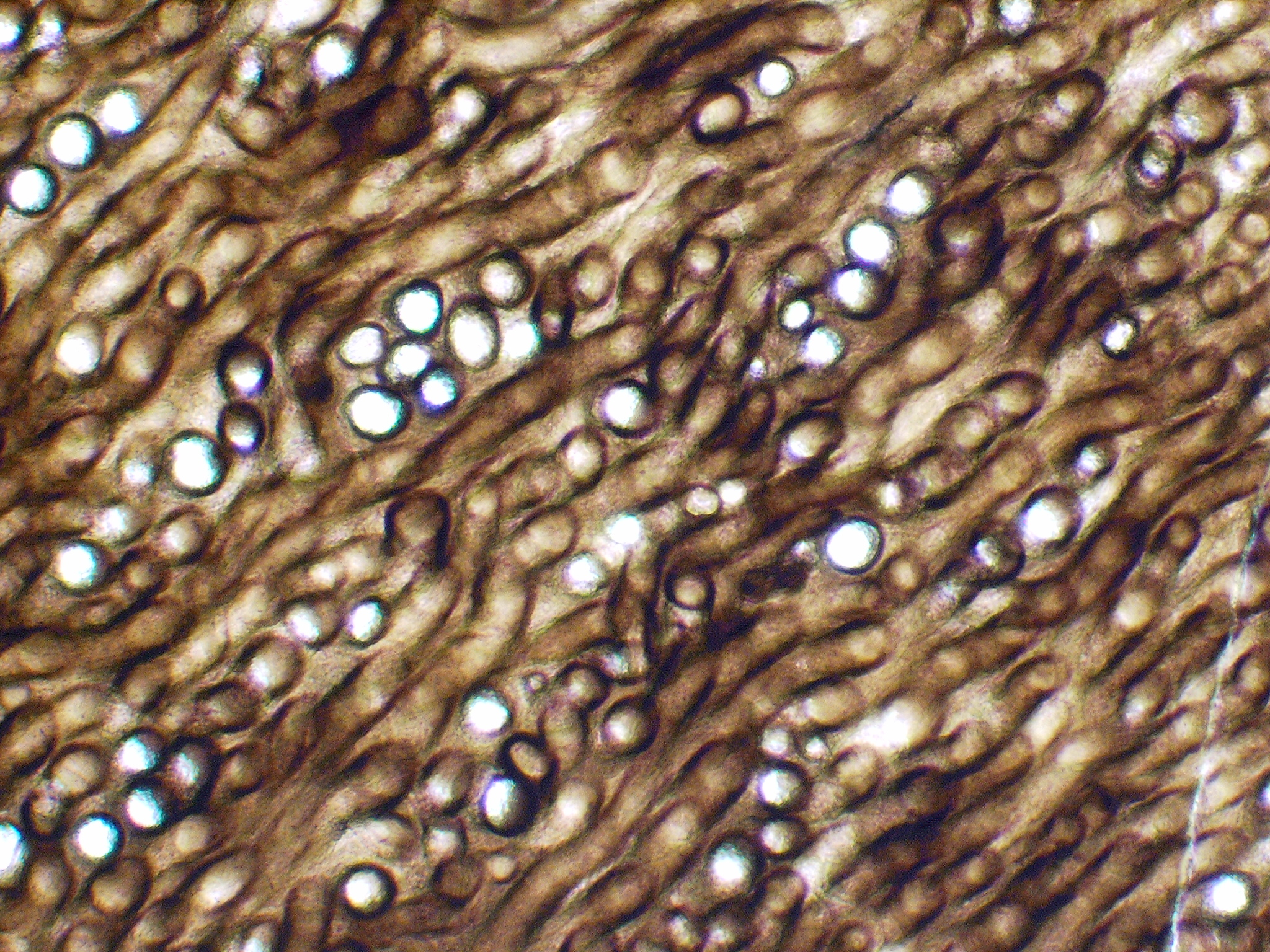
A microestrutura de Prototaxites ao microscópio de luz.